# Edward Evans, 1:e baron Mountevans
Edward Radcliffe Garth Russell Evans, 1:e baron Mountevans, född 28 oktober 1880, död 20 augusti 1957, var en brittisk sjömilitär.
Evans blev officer vid flottan 1900, deltog i sydpolsexpeditioner 1902-1904 och 1910-13, då han var sekond på Robert Scotts fartyg «Terra Nova». Under första världskriget tjänstgjorde Evans som fartygschef och utmärkte sig särskilt i striderna i Engelska kanalen i april 1917, varefter han befordrades till kommendör.

## Externa länkar

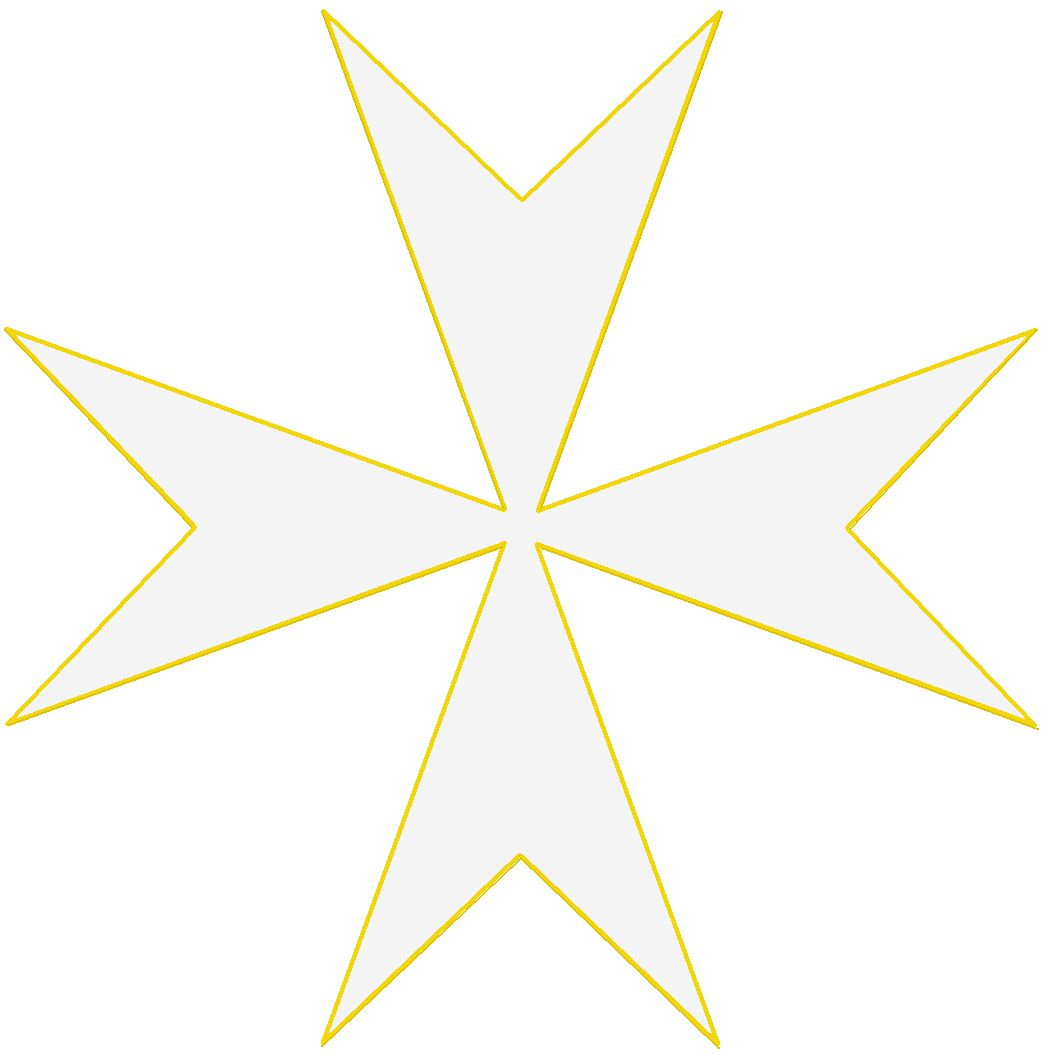
Johanniterorden insignier

## Utmärkelser
- Distinguished Service Order
- Navy Cross[8]
- Croix de guerre 1914–1918[8]
- Officer av Hederslegionen
- Storofficer av Portugisiska Torn- och svärdsorden[9]
- Kommendör av Torn- och Svärdsorden[9]
- Polarmedaljen[8]
- Krigsmedaljen[8]
- Kommendör av Sankt Olavs orden[8]
- Knight Commander av Bathorden[8]
- Kommendör av Kronorden[8]
- Livingstonemedaljen[8]

[Redigera Wikidata]